# Arthur Playle
Arthur Playle, född 1860, död 1942, var en brittisk överste i Frälsningsarmén i England och sångförfattare.

## Sånger
- Guds kärleksflod så full av frid